# Шелленберг
Ше́лленберг (нім. Schellenberg) — громада в Ліхтенштейні.

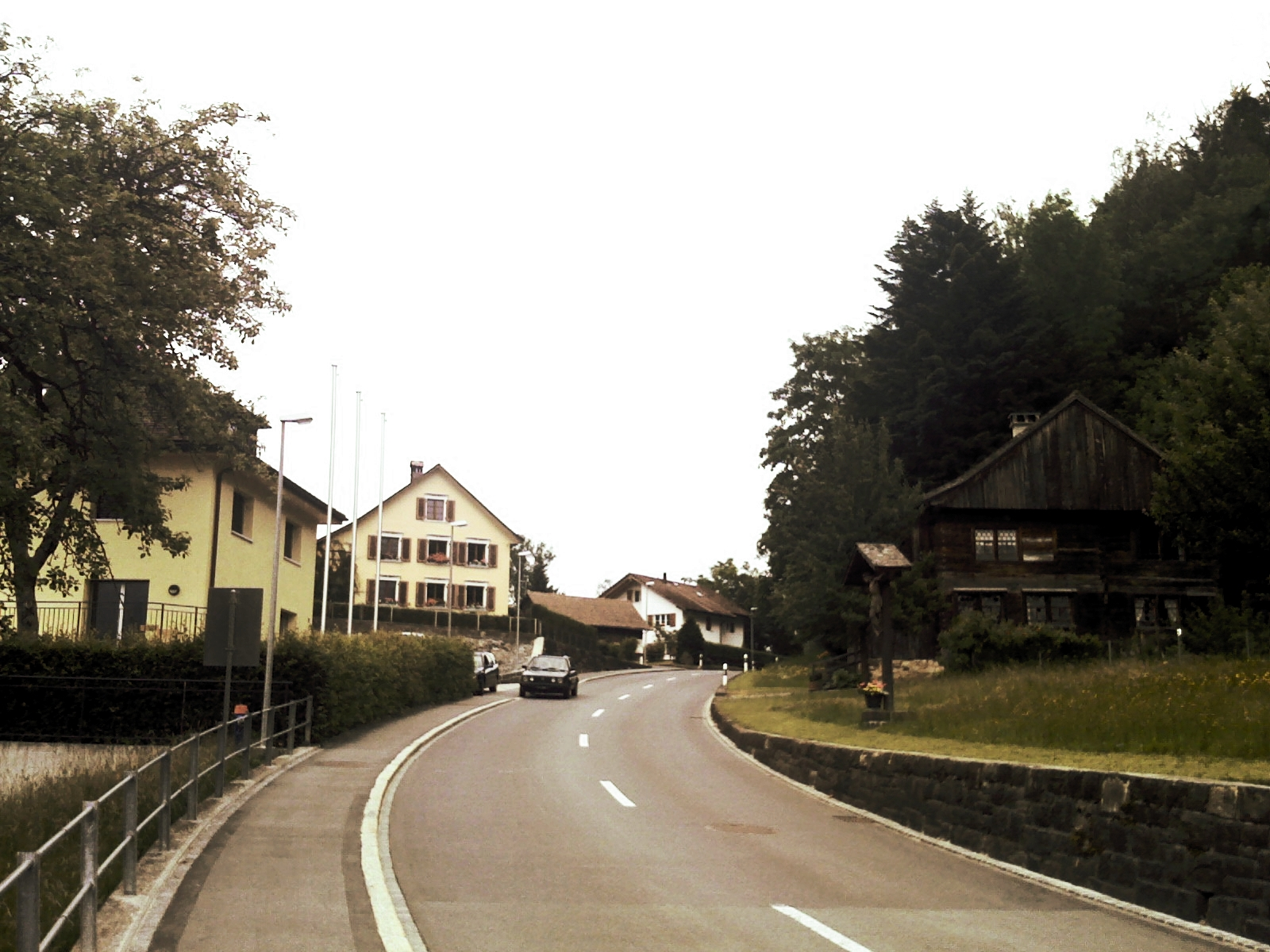
В'їзд до Шелленбергу

Територія була заселена здавна, на горі Ґантенштайн розташовані руїни міста Боршт (залишки датуються III тис. до н.е.). Місто заснували як родинний замок Шелленбергів, воно охоплювало верхню частину Ізарталю та Ешнербергу. Там у першій половині 12 ст. побудовано замок Альт-Шелленберг. За різних часів і епох належав також іншим родам: Монтфорд-Фельдкірхам, Брандісам та Саргансам.
В районі Гінтер-Шелленберг знаходиться Російський пам'ятник.